# Iris (côn trùng)
Iris là một chi của bọ ngựa được tìm thấy ở châu Phi, châu Á và Nam châu Âu với một loài, Iris oratoria, được du nhập đến Bắc Mỹ ở Tây Nam Hoa Kỳ.

## Các loài
Chi này có các loài sau:
- Iris coeca
- Iris deserti
- Iris fasciata
- Iris insolita
- Iris minima
- Iris nana
- Iris narzykulovi
- Iris oratoria
- Iris orientalis
- Iris persa
- Iris pitcheri
- Iris polystictica
- Iris senegalensis
- Iris splendida